# Octonoba albicola
Espèce
Octonoba albicola est une espèce d'araignées aranéomorphes de la famille des Uloboridae.

## Distribution
Cette espèce est endémique de Taïwan.

## Publication originale
- Yoshida, 2012 : The spider family Uloboridae (Arachnida: Araneae) from Taiwan. Bulletin of the Yamagata Prefectural Museum, vol. 30, p. 29-36.